# Oecomys trinitatis
Oecomys trinitatis é uma espécie de roedor da família Cricetidae. Pode ser encontrada na Bolívia, Brasil, Peru, Equador, Colômbia, Venezuela, Guiana, Suriname, Guiana Francesa, Trinidad e Tobago, Panamá e Costa Rica.